# Bøkesuden
Bøkesuden var et kongeskib for kong Inge Haraldsson i årene 1158 til 1162. 
Kilderne er sparsomme med oplysninger om dette kongeskib, men nævner at det blev brugt i et par større søslag. I en ældre oversættelse er skibet betegnet som en Konge-Snekke, som placerer det blandt de mange betegnelser brugt for langskibe i vikingetiden og middelalderen.